# Nicholas
Nicholas er et drengenavn, der stammer fra det græske Nikolaos (latiniseret "Nicolaus"), som betyder "folkebesejrer". Navnet er udbredt i kristne samfund efter helgenen Sankt Nikolaus.
På dansk anvendes også varianterne Nicolas, Nikolas, Nickolas, Nikola, Nikolaos, Nicklaus samt enkelte andre former. Omkring 2.700 danskere bærer et af navnene ifølge Danmarks Statistik. 
Navnet kan også forekomme som efternavn.
Se endvidere Nikolaj, Niels, Nick og Nicklas.
Klaus, Claus, Klas , Claes og Clas er skandinaviske former for navnet Nikolaos.

## Kendte personer med navnet

### Fornavn
- Nikolaos, græsk prins.
- Nicolas Anelka, fransk fodboldspiller.
- Nicolas Bro, dansk skuespiller.
- Nicolas Cage, amerikansk skuespiller.
- Nikolae Ceauşescu, rumænsk statsmand og diktator.
- Nicolaus Kopernikus, polsk-tysk astronom.
- Nicolas Frantz, luxembourgsk cykelrytter.
- Nicolaus Mercator, holstensk matematiker.
- Nikolaus August Otto, tysk ingeniør.
- Nicolas Poussin, fransk maler.
- Nicolas Winding Refn, dansk filminstruktør.
- Nicolas Sarkozy, fransk politiker og præsident.
- Nicolaus Steno, dansk geolog.
- Nikola Tesla, serbisk-amerikansk fysiker.
- Nicklaus Wirth, schweizisk datalog.

### Efternavn
- Jack Nicklaus, amerikansk golfspiller.
- Valerie Nicolas, fransk håndboldspiller.

## Navnet anvendt i fiktion
- Le petit Nicolas er en børnebog skrevet af René Goscinny.